# Toru Muranishi
Toru Muranishi (村西とおる Muranishi Tōru?) director de videos para adultos japonés que acumuló una gran fama de innovador y controvertido por el contenido de sus videos.
En un artículo de 1992 del Tokyo Journal de Kjell Fornander, fue llamado «el más sucio de los viejos hombres sucios de la industria» además es conocido en Japón como el «Emperador de la pornografía», ha sido reconocido como uno de los creadores del estilo cuasi documental que se encuentra en los videos para adultos japonés, un género que se ha mantenido popular a lo largo de la historia de la industria adulta en Japón.

## Vida y carrera
Toru Muranishi nació el 9 de septiembre de 1948 en la prefectura de Fukushima, Japón. Después de graduarse de la escuela secundaria, Muranishi se mudó a Tokio, donde vendía enciclopedias. Posteriormente se involucró en la publicación de libros y la industria del entretenimiento.